# Furia à Bahia pour OSS 117
Furia à Bahia pour OSS 117 (prt: Fúria na Baía para OSS 117; bra: Agente OSS 117) é um filme franco-italiano de aventura e espionagem lançado em 1965. O filme foi dirigido por André Hunebelle, roteirizado por Pierre Foucaud e Jean Halain, e baseado na literatura de Jean Bruce sobre o agente Hubert Bonisseur de La Bath, codinome OSS 117.

## Sinopse
Na América do Sul, especialmente no Brasil, os ataques suicidas contra políticos proeminentes estão aumentando. A investigação revela que assassinos em estado de hipnose estão por trás dos assassinatos, e o famoso agente OSS 117 é chamado ao local.

## Elenco
Segue abaixo a tabela de elenco.
| Ator               | Personagem                   | Detalhes                       |
| ------------------ | ---------------------------- | ------------------------------ |
| Frederick Stafford | Hubert Bonnisseur de la Bath | OSS 117                        |
| Mylène Demongeot   | Anna-Maria Sulza             |                                |
| Raymond Pellegrin  | Leandro                      |                                |
| Perrette Pradier   | Consuela Moroni 1            |                                |
| Annie Anderson     | Consuela Moroni 2            | Creditada como Annie Andersson |
| Agildo Ribeiro     | Enrique Salerno              | Creditado como Adjudo Ribeiro  |
| Jacques Riberolles | Miguel Sulza                 |                                |
| François Maistre   | Carlos                       |                                |
| Yves Furet         | Clark                        |                                |
| Guy Delorme        | Karl                         |                                |
| Jean-Pierre Janic  | Ludwig                       |                                |
| Yvan Chiffre       | Um capanga                   |                                |
| Henri Attal        | Assassino                    |                                |
| Claude Carliez     | Thomas Ellis                 |                                |

## Produção
O filme foi produzido pela francesa Production Artistique et Cinématographique (PAC) e a italiana Produzioni Cinematografiche Mediterranee (PCM). A coprodução internacional é um filme de espionagem e ficção científica no estilo Eurospy. Foi o terceiro filme OSS 117 dirigido por André Hunebelle e produzido por Paul Cadéac. Frederick Stafford fez sua estreia no cinema assumindo o papel de OSS 117, substituindo Kerwin Mathews. Fúria na Baía contou com a música de Michel Magne e a edição de Jean Feyte.
O filme foi rodado em locações brasileiras e contou com cenas de ação organizadas pelo coordenador de dublês de Hunebelle, Claude Carliez, com design de produção de Paul-Louis Boutié. Foi baseado no romance de Jean Bruce de 1955, Dernier quart d'heure, seu 44º livro OSS 117, publicado em inglês em 1965 sob os títulos Live Wire (Reino Unido) e The Last Quarter Hour (EUA). A edição americana contou com comentários de Pierre Salinger, que conhecia Josette Bruce, a viúva de Jean Bruce.

### Seleção do elenco

Frederick Stafford e Mylène Demongeot nas Cataratas do Iguaçu.

O diretor, André Hunebelle, decidiu demitir o então astro Kerwin Mathews, que havia se tornado muito "ganancioso" com seus honorários, e que desempenhou o papel-título nos dois filmes anteriores da série - OSS 117 se déchaîne (1963) e Banco à Bangkok pour OSS 117 (1964) - para substituí-lo por Frederick Stafford, um desconhecido que dava os primeiros passos no cinema. Frederick Stafford foi apresentado por sua parceira, Mylène Demongeot, como não sendo um ator - "rígido como um cachimbo" - mas, no entanto, era "um homem bonito, muito alto e muito gentil".
Tal como aconteceu com o primeiro 007, com Sean Connery, e o primeiro OSS 117, com Kerwin Mathews, ou Frederick Stafford, é Jean-Pierre Duclos quem dubla esses atores em francês. Em seu livro Jean Marais l'enfant terrible, Henri-Jean Servat escreve que Jean Marais gostaria de interpretar o papel de "barbouze" (agente disfarçado) e depois o abandonou para o ator australiano.

### Filmagem

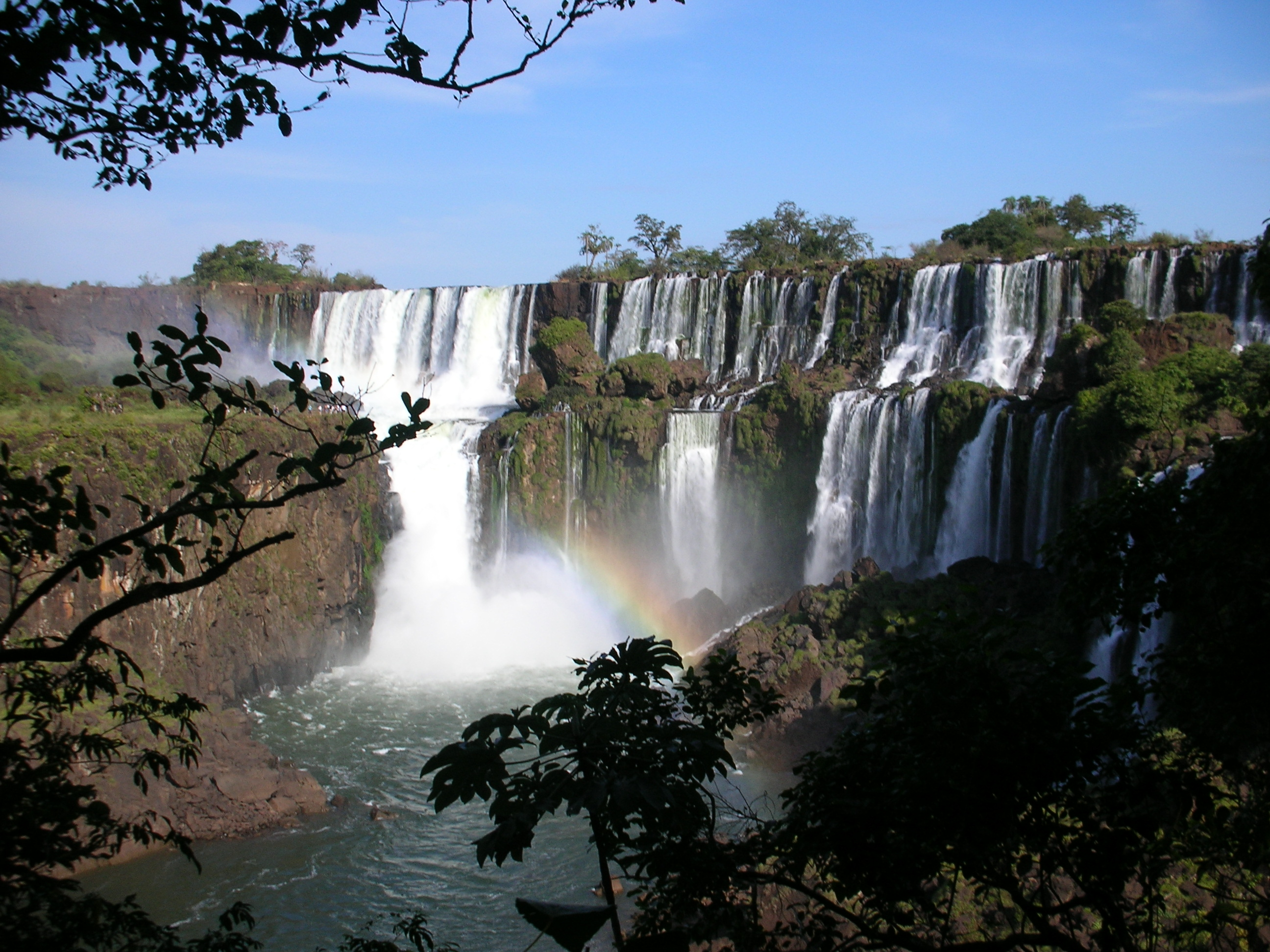
As Cataratas do Iguaçu, na fronteira entre Brasil e Argentina.

Os locais de filmagem no Brasil ocorreram no Rio de Janeiro, Salvador e nas Cataratas do Iguaçu. O Brasil já havia sido palco de um filme de espionagem francês no ano anterior, L'Homme de Rio estrelado por Jean-Paul Belmondo e que foi o 5º filme de maior bilheteria da França naquele ano. O agente OSS 117 estrelaria em mais dois filmes no Brasil,  OSS prend des vacances (1970), de Pierre Kalfon e OSS 117 : Rio ne répond plus (2009), de Michel Hazanavicius. Apesar da fascinação dos franceses pelo Brasil, nenhum desses filmes teve recepção calorosa dos espectadores brasileiros. Em Fúria na Baía, o agente OSS 117 passa por pontos turísticos como a Baía da Guanabara, o Pão de Açúcar e o Pelourinho. O clímax do filme ocorre nas Cataratas do Iguaçu, no Paraná.
A atriz Mylène Demongeot já havia passado pelo Brasil para filmar Copacabana Palace (1962), dirigido por Steno, e relembrou as filmagens para OSS 117:

Eu retornei ao Brasil com Hunebelle para filmar Furia à Bahia pour OSS 117. […] Pegamos um pequeno avião para filmar o final do filme nas magníficas e enormes Cataratas do Iguaçu, que fazem fronteira com a Argentina, creio... Para uma das últimas cenas, um velho nos leva de barco por um labirinto extremamente perigoso até chegarmos a uma grande pedra plana onde temos que trocar um beijo apaixonado e… fim do filme. […] Se o velho errar, dizem-nos, mesmo que seja apenas um metro a mais para a direita ou muito para a esquerda, seremos arrastados pelas correntes e jogados nas cataratas, sem qualquer chance de podermos escapar... é muito impressionante ouvir isso. Percurso lento entre as rochas com, ao fundo, o barulho cada vez mais ensurdecedor das cataratas que se aproximam. Estamos estranhamente silenciosos... E muito felizes quando, uma vez filmado o plano, encontramos os bancos e a equipe de filmagem, também aliviados.

## Lançamento
Furia à Bahia pour OSS 117 foi lançado em 2 de julho de 1965, e foi o 11º maior sucesso do ano na França, com 2.686.432 espectadores.